# Crato EC
Crato EC is een Braziliaans voetbalclub uit Crato, in de deelstaat Ceará. 

## Geschiedenis
De club werd in 1997 opgericht en startte een jaar later in de tweede divisie van het Campeonato Cearense. Na de vicetitel in 1999 promoveerde de club naar de hoogste klasse. De club werd laatste en degradeerde meteen weer. Na negen seizoenen slaagde de club er opnieuw in promotie af te dwingen. De tweede poging bij de elite verliep al beter en in het tweede toernooi bereikte de club zelfs de halve finale, waarin ze verloren van Ceará. Na een middelmatig seizoen kon de club in 2012 de vijfde plaats afdwingen. Hierna ging het weer bergaf en in 2014 degradeerde de club opnieuw. Ondanks dat de club sportief het behoud verzekerde in 2016 kreeg de club geen licentie voor het volgende seizoen en moest de club in 2017 in de derde klasse van start. In 2018 werd de club vicekampioen en promoveerde naar de Série B. Twee jaar later werden ze opnieuw vicekampioen en promoveerde terug naar de hoogste klasse.